# فيكتور توريس ميستر
فيكتور مانويل توريس ميستر (31 ديسمبر 1970

 في مدريد) (بالإسبانية: Víctor Manuel Torres Mestre)‏ لاعب كرة قدم إسباني معتزل كان يجيد اللعب في خط الظهير الأيسر .
لعب ميستر في أندية ريال مدريد (1989-1991) لوغرونيس (1993) إسبانيول (1993-1998) بوردو (1998/1999) ديبورتيفو ألافيس (1999-2000) ريال بيتيس (2000-2001) فارزيم (2001-2002) سبورتنغ ماهونيس (2005) .
ساهم ميستر في تتويج نادي ريال مدريد ببطولة دوري الدرجة الأولى موسم 1989/1990 وبطولة كأس السوبر الإسباني 1990 كما ساهم في تتويج نادي بوردو ببطولة دوري الدرجة الأولى موسم 1998/1999 .

## روابط خارجية
- فيكتور توريس ميستر على موقع رابطة كرة القدم الفرنسية للمحترفين (الإنجليزية)
- فيكتور توريس ميستر على موقع عالم كرة القدم.نت (الإنجليزية)